# Kim Jung-hwan
Kim Jung-hwan (* 2. September 1983 in Seoul) ist ein südkoreanischer Säbelfechter, Olympiasieger und Weltmeister.

## Erfolge
Kim Jung-hwan begann 1996 mit dem Fechten und gab sein internationales Debüt im Jahr 2005 beim Weltcup in Seoul. Bei diesem Turnier wurde er sogleich bei einem Dopingtest positiv getestet und anschließend für ein Jahr gesperrt. Kim führte den positiven Dopingbefund auf die Einnahme von Schlaftabletten zurück.
Der Rechtshänder erzielte sowohl kontinental als auch international zahllose Erfolge. Bei Asienmeisterschaften erfocht er neunmal den Titel, teils im Einzel, zumeist aber mit der Mannschaft. Bei seinem ersten Medaillengewinn 2007 in Nantong sicherte er sich Bronze im Einzel sowie Silber mit der Mannschaft. Zwei Jahre darauf in Doha wurde er im Einzel erstmals Asienmeister, mit der Mannschaft gewann er Bronze. 2010 wurde er mit der Mannschaft in seiner Geburtsstadt Seoul Vizeasienmeister, im Jahr darauf gelang ihm an selber Stelle der erste Titelgewinn mit der Mannschaft. Bei den Meisterschaften 2012 in Wakayama sicherte er sich wie schon 2007 Bronze im Einzel und Silber im Mannschaftswettbewerb. Im Jahr darauf folgte in Shanghai Silber im Einzel sowie der nächste Titelgewinn mit der Mannschaft. In Suwon gelang ihm 2014 mit der Mannschaft die Titelverteidigung, im Einzel blieb er ohne Medaillengewinn. Sowohl 2015 in Singapur als auch 2016 in Wuxi wurde Kim Asienmeister im Einzel und mit der Mannschaft. 2017 wiederholte er in Hongkong nochmals diesen Erfolg im Mannschaftswettbewerb. Im Jahr darauf folgten in Bangkok eine Silbermedaille im Einzel und Bronze mit der Mannschaft.
Bei Asienspielen gewann er 2010 in Guangzhou Silber mit der Mannschaft. 2014 in Incheon sicherte er sich die Goldmedaille im Mannschaftswettbewerb, im Einzel unterlag er im Finale 2014 unterlag er im Einzelfinale Gu Bon-gil und gewann somit Silber.
Auf internationaler Ebene hatte Kim bereits 2007 bei der Universiade Bronze im Einzel und Silber mit der Mannschaft gewonnen. Bei Fechtweltmeisterschaften gelangen ihm seine ersten Erfolge wiederum mit der Mannschaft: 2013 gewann er mit ihr in Budapest Bronze, im Jahr darauf in Kasan Silber. Drei Jahre später wurde er in Leipzig mit ihr erstmals Weltmeister. 2018 verteidigte er schließlich in Wuxi nicht nur den Titel mit der Mannschaft, sondern wurde auch im Einzel Weltmeister. 2022 in Kairo gewann er seinen dritten Weltmeistertitel mit der Mannschaft.
Bei den Olympischen Spielen 2012 in London erfocht Kim mit der Mannschaft die Goldmedaille, im Einzel belegte er nach einer Auftaktniederlage gegen Zhong Man den 19. Platz. Auch bei seiner zweiten Olympiateilnahme vier Jahre später in Rio de Janeiro konnte er eine Medaille gewinnen, diesmal im Einzel. Im Halbfinale unterlag er dem späteren Olympiasieger Áron Szilágyi mit 12:15, ehe er im Anschluss im Gefecht um Bronze Mojtaba Abedini mit 15:8 bezwang. 2016 war er zudem Weltranglistenführender im Säbel. Bei den 2021 ausgetragenen Olympischen Spielen 2020 in Tokio gewann Kim in der Einzelkonkurrenz die Bronzemedaille und wurde mit der Mannschaft erneut Olympiasieger. Bei den 2023 ausgetragenen Asienspielen 2022 in Hangzhou gewann er mit der Mannschaft erneut die Goldmedaille.